# Blauw (nummer van The Scene)
Blauw is een nummer van de Nederlandse rockband The Scene, afkomstig van het album met dezelfde naam uit 1991. Op 8 april dat jaar werd het nummer op single uitgebracht.

## Achtergrond
Het is de in de Wisseloordstudio's in Hilversum opgenomen titeltrack van het album Blauw, uitgebracht op 1 oktober 1990. De single is op 8 april 1991 uitgebracht bij Phonogram en was steevast onderdeel van de live-sets van de band. Het nummer is geschreven door Thé Lau en de tekst is geïnspireerd op een bezoek aan een Grieks restaurant: hier viel het Lau op hoe vaak de kleur blauw gebruikt wordt.
Blauw werd gemixt onder meer in de Wisseloordstudio's. De B-kant Opgejaagd is geschreven voor Thé Lau in samenwerking met toetsenist Otto Cooymans. De single was het eerste commerciële succes voor de band.
In Nederland was Blauw op zondag 19 mei 1991 de 377e Speciale Aanbieding bij de KRO op Radio 3 en werd een radiohit in de destijds twee landelijke hitlijsten op de nationale publieke popzender: de plaat bereikte de 14e positie in de Nederlandse Top 40 en stond 7 weken genoteerd; in de Nationale Top 100 werd de 15e positie bereikt en stond de plaat 11 weken genoteerd.
In België bereikte de plaat de 39e positie in de voorloper van de Vlaamse Ultratop 50 en stond 6 weken in de lijst genoteerd. In de Vlaamse Radio 2 Top 30 en de Waalse hitlijst werd géén notering behaald.
Sinds de allereerste editie in december 1999 staat de plaat onafgebroken genoteerd in de jaarlijkse NPO Radio 2 Top 2000 van de Nederlandse publieke radiozender NPO Radio 2, met als hoogste notering een 180e positie in 2015.

## NPO Radio 2 Top 2000
| Nummer met noteringen in de NPO Radio 2 Top 2000 | '99 | '00 | '01 | '02 | '03 | '04 | '05 | '06 | '07 | '08 | '09 | '10 | '11 | '12 | '13 | '14 | '15 | '16 | '17 | '18 | '19 | '20 | '21 | '22 | '23 | '24 |
| ------------------------------------------------ | --- | --- | --- | --- | --- | --- | --- | --- | --- | --- | --- | --- | --- | --- | --- | --- | --- | --- | --- | --- | --- | --- | --- | --- | --- | --- |
| Blauw                                            | 567 | 496 | 432 | 347 | 277 | 494 | 545 | 506 | 687 | 496 | 477 | 469 | 578 | 408 | 490 | 222 | 180 | 186 | 242 | 383 | 302 | 348 | 346 | 349 | 339 | 396 |

1. ↑  Een vetgedrukt getal geeft de hoogste notering aan.